# Melizand
A Melizand germán eredetű francia női név, jelentése: munka + erős.

## Gyakorisága
Az 1990-es években szórványos név, a 2000-es években nem szerepel a 100 leggyakoribb női név között.

## Névnapok
ajánlott névnap
- szeptember 15.